# Bloedberg
Bloedberg is de (bij)naam van enkele heuvels die in het kader van de werkverschaffing door tewerkgestelde werkloze arbeiders zijn aangelegd. 
In Antwerpen is De(n) Bloedberg de naam van de helling nabij het Vleeshuis, waar de Drie Hespenstraat op de Burchtgracht uitkomt.

## Werkverschaffingsprojecten
- De Poolshoogte is een heuvel van 13 m hoogte in boswachterij Odoorn heeft als bijnaam de Bloedberg.[1]
- In Monster kwam in 1934 een door werklozen met de hand opgeworpen uitkijkpost van 11 meter hoog, die al gauw de Bloedberg werd genoemd.[2][3]
- In het Haagse Sint Hubertuspark, bevindt zich een heuvel van 30 meter hoog, die gereed kwam in 1934 en 'De Bloedberg' wordt genoemd.[4]